# Chiesa dei Santi Omobono ed Egidio
La chiesa dei Santi Omobono ed Egidio, più nota come chiesa di Sant'Omobono, è un luogo di culto cattolico di Cremona, parte dell'omonima diocesi e in passato a capo di una parrocchia.

## Storia
La chiesa venne edificata il 7 maggio 949 per volere del Vescovo Diamberto Germano e consacrata a Sant'Egidio Abate. La mattina del 13 novembre 1197, vi morì Omobono Tucenghi, mercante cremonese molto amato grazie al suo costante impegno nella carità, mentre stava recitando il Gloria.
Nel corso di quegli anni all'interno del Libero comune di Cremona era in corso una guerra civile tra la Civitas Vetera, il nucleo antico di Cremona abitato dai nobili e protetto dal Vescovo cittadino, e la Civitas Nova, la nuova città abitata dalla nuova classe borghese; erano separate da un canale, la Cremonella, posto tra gli odierni Corso Campi e Corso Garibaldi. Entrambe nominarono podestà provenienti da altri comuni per garantire una posizione super partes.
Perciò l'allora Vescovo Sicardo Casaleno, proveniente dalla Civitas Vetera, decise di santificare Omobono, cittadino della Civitas Nova, per portare pace tra le due parti e fondere le due fazioni. Così l'anno seguente l'episcopo partì per Roma accompagnato dal parroco Osberto e alcuni cittadini mentre il 12 gennaio 1199 Papa Innocenzo III santificò Omobono. Poco dopo le beatificazione, sulla facciata della chiesa vennero poste due statue dedicate a Sant'Omobono e a Sant'Egidio.
Sant'Omobono divenne il Patrono di Cremona sostituendo Sant'Imerio anche per interesse di Sicardo, che voleva ottenere il consenso della Borghesia anche per la ricostruzione della Cattedrale.
La chiesa, la cui denominazione venne cambiata nel 1363 nell'attuale Chiesa dei Santi Omobono ed Egidio, venne rinnovata prima nel corso del Rinascimento e poi nel 1602, prima di essere quasi interamente affrescata negli interni del corso del Settecento.

### Funzione di parrocchiale
Venne indicata come chiesa parrocchiale nella visita pastorale del Vescovo Gerolamo Trevisano (1519-1522). Nel 1600 la parrocchia di Sant'Omobono contava 700 unità, di cui 500 in comunione, ed era retta da un parroco affiancato da due sacerdoti. Nel 1781, i parrocchiani erano scesi a 374 anime.
La parrocchia venne soppressa e annessa a quella di Sant'Agostino con il decreto 22 giugno 1805.

## Descrizione

### Esterno
La chiesa è posta di fronte alla Piazzetta Sant'Omobono, una piazza pavimentata con l'acciottolato che ricopre un antico cimitero, sulla quale, oltre alla struttura religiosa, sono presenti anche Palazzo Pallavicino Ariguzzi e Palazzo Cattaneo.
La struttura esterna si presenta prettamente come esempio di architettura rinascimentale, con la cupola aggiunta ad opera degli architetti Guglielmo e Bernardino De Lera, mentre la facciata a salienti, sormontata al centro da un timpano triangolare e ai lati da pinnacoli e contrafforti, già presenti a partire dal rinnovamento rinascimentale e che si ripetono lungo tutta l'estensione della struttura, e dotata di numerose serliane, è prettamente barocca, figlia del rinnovamento seicentesco ad opera del Pizzafuoco Giuseppe Dattaro. Il portale d'accesso è architravato e sormontato da un'iscrizione. Lungo i lati della struttura sono tuttora visibili i contrafforti realizzati nel corso del XV secolo e l'impianto prettamente romanico.

#### Le statue della facciata
Agli inizi del XIII secolo, la facciata della Chiesa venne dotata di due statue, ritenute raffigurare, rispettivamente, Sant'Omobono, posto a destra del portale, e Sant'Egidio, posto a sinistra del portale. Il primo fu scolpito privo di capelli e reggente un borsello, che utilizzava per distribuire per umiltà e carità il denaro ai poveri. Il secondo, identificato come Egidio, fu scolpito con alla testa un copricapo simile a una mitra e reggente un bastone da pastore e un libro.
Causa la rappresentazione iconografica di quest'ultimo, particolarmente diversa rispetto a quella scolpita accanto al portale d'accesso della Chiesa, alcuni studiosi ritengano che la statua di sinistra non raffiguri Sant'Egidio ma bensì Sicardo Casaleno, sebbene non esistano prove a confermare ciascuna delle due teorie.

### Interno
L'interno è suddiviso in tre navate, culminanti in tre altari: a sinistra quello dedicato a Sant'Omobono e dotato dell''Adorazione dei Magi (XVI secolo), pala d'altare attribuita a Giulio Campi, al centro l'altare maggiore in marmo, dotato della pala Sant'Omobono discute con gli Eretici (XVI secolo), ad opera di Giovan Battista Trotti, e a destra un terzo altare decorato con La Vergine e i Santi Antonio Abate e Carlo Borromeo (1611), pala d'altare ad opera di Giovanni Battista da Lodi. Lungo la navata sinistra, accanto all'Annunciazione (1572) di Bernardino Campi, si trova il crocifisso romanico di fronte al quale pregava e morì Sant'Omobono.
Gli interni, già dotati di dipinti risalenti al XVI e al XVII secolo, vennero interamente affrescati nel corso del XVIII secolo da Giovanni Battista Zaist e Giovan Angelo Borroni. In particolare, sono figlie dell'opera di affresco settecentesca la Gloria di Sant'Omobono, affresco che ricopre la calotta della cupola, e le quattro Storie della Vita di Sant'Omobono, che ne ricoprono il tiburio. Oltre alle due statue medievali presenti sulla facciata, all'interno della struttura è presente una statua barocca raffigurante Sant'Omobono ad opera di Giacomo Bertesi.
La struttura è dotata di una cantoria contenente un organo settecentesco a trasmissione meccanica attribuito a Gaetano Picenardi e dotato di 455 canne. Dietro la cantoria è stato rinvenuto un frammento di un affresco quattrocentesco attribuito alla scuola di Bonifacio Bembo.